# Woskewan
Woskewan – wieś w Armenii, w prowincji Tawusz. W 2011 roku liczyła 1256 mieszkańców.